# Medalha Sir Frank Whittle
A Medalha Sir Frank Whittle (em inglês:  Sir Frank Whittle Medal) é concedida anualmente pela Royal Academy of Engineering para um engenheiro,
normalmente residente no Reino Unido, por excelentes e sustentáveis realizações que contribuíram para o bem estar da nação. O campo de atividade para o qual a medalha é concedida muda anualmente.
Instituída em 2001, é denominada em memória de Sir Frank Whittle.

## Recipientes
| Ano  | Nome                               | Tópicos |
| ---- | ---------------------------------- | --- |
| 2001 | Professor Tim Berners-Lee          | por criar a World Wide Web. |
| 2002 | Professor John Ffowcs Williams     | por contribuições aos fundamentos e aplicações da aeroacústica, que possibilitou grandes reduções no ruído de aeronaves e submarinos.                                                 |
| 2003 | Professor Roland Clift             | por seu papel de liderança no desenvolvimento da avaliação holística do ciclo de vida de produtos - análise do berço ao túmulo - e o reconhecimento de questões ambientais e sociais. |
| 2004 | Professor Ian Robert Young         | por trabalho pioneiro sobre imagem por ressonância magnética. |
| 2005 | Professor Emeritus Peter Lawrenson | por inovações de engenharia em energia. |
| 2006 | Michael Ramsay                     | pelo pioneirismo da tecnologia TiVo. |
| 2007 | Mike Glover                        | pelo planejamento, concepção e construção da ligação ferroviária do Projeto Túnel do Canal (High Speed 1).                                                                            |
| 2008 | Peter Head                         | por ajudar a fornecer um ambiente construído ambientalmente sustentável em um mundo em rápida urbanização.                                                                            |
| 2009 | Professor Michael Brady            | por suas contribuições para a análise médica. |
| 2010 | Professor Richard Feachem          | por sua abordagem baseada em engenharia para gerenciar ajuda e controle de doenças virulentas.                                                                                        |
| 2012 | Dan Chambers                       | por seu projeto de produto, inovação e manufatura de equipamentos de esportes especializados, tais como cadeiras de rodas de corrida.                                                 |
| 2013 | Professor Lin Li                   | por técnicas de limpeza a laser. |
| 2014 | Professor Peter Wells              | por suas realizações de destaque na engenharia médica durante mais de seis décadas.                                                                                                   |